# Michail Dovgaljoek
Michail Dzjavansjirovitsj Dovgaljoek (Russisch: Михаил Джаванчирович Довгалюк) (Moskou, 3 juni 1995) is een Russische zwemmer. Hij vertegenwoordigde zijn vaderland op de Olympische Zomerspelen 2016 in Rio de Janeiro

## Carrière
Bij zijn internationale debuut, op de wereldkampioenschappen zwemmen 2015 in Kazan, eindigde hij samen met Danila Izotov, Aleksandr Krasnych en Aleksandr Soechoroekov als vierde op de 4×200 meter vrije slag.
Tijdens de Olympische Zomerspelen van 2016 in Rio de Janeiro eindigde hij samen met Danila Izotov, Aleksandr Krasnych en Nikita Lobintsev als vijfde op de 4×200 meter vrije slag. Op de wereldkampioenschappen kortebaanzwemmen 2016 in Windsor werd de Rus uitgeschakeld in de series van de 200 meter vrije slag, op de 4×200 meter vrije slag werd hij samen met Michail Vekovisjtsjev, Artem Loboezov en Aleksandr Krasnych wereldkampioen.
In Boedapest nam Dovgaljoek deel aan de wereldkampioenschappen zwemmen 2017. Op dit toernooi eindigde hij als zevende op de 200 meter vrije slag, samen met Michail Vekovisjtsjev, Danila Izotov en Aleksandr Krasnych veroverde hij de zilveren medaille op de 4×200 meter vrije slag. Tijdens de Europese kampioenschappen kortebaanzwemmen 2017 in Kopenhagen eindigde hij als zevende op de 200 meter vrije slag.
Op de Europese kampioenschappen zwemmen 2018 in Glasgow behaalde de Rus de bronzen medaille op de 200 meter vrije slag. Op de 4×200 meter vrije slag legde hij samen met Michail Vekovisjtsjev, Martin Maljoetin en Danila Izotov beslag op de zilveren medaille, samen met Michail Vekovisjtsjev, Valeria Salamatina en Valeria Beljakova sleepte hij de zilveren medaille in de wacht op de 4×200 meter vrije slag gemengd. In Hangzhou nam Dovgaljoek deel aan de wereldkampioenschappen kortebaanzwemmen 2018. Op dit toernooi zwom hij samen met Ivan Girev, Vladislav Grinev en Aleksandr Krasnych in de series van de 4×200 meter vrije slag, in de finale veroverden Girev en Krasnych samen met Martin Maljoetin en Michail Vekovisjtsjev de zilveren medaille. Voor zijn aandeel in de series ontving Dovgaljoek eveneens de zilveren medaille.
Tijdens de wereldkampioenschappen zwemmen 2019 in Gwangju strandde hij in de halve finales van de 200 meter vrije slag. Op de 4×200 meter vrije slag behaalde hij samen met Michail Vekovisjtsjev, Aleksandr Krasnych en Martin Maljoetin de zilveren medaille.

## Internationale toernooien
| Jaar | Olympische Spelen    | WK langebaan                            | WK kortebaan                                        | EK langebaan                                                    | EK kortebaan       |
| ---- | -------------------- | --------------------------------------- | --------------------------------------------------- | --------------------------------------------------------------- | ------------------ |
| 2015 |                      | 4e 4×200m vrije slag                    |                                                     |                                                                 | geen deelname      |
| 2016 | 5e 4×200m vrije slag |                                         | 15e 200m vrije slag · 4×200m vrije slag             | geen deelname                                                   |                    |
| 2017 |                      | 7e 200m vrije slag · 4×200m vrije slag  |                                                     |                                                                 | 7e 200m vrije slag |
| 2018 |                      |                                         | 4×200m vrije slag · Dovgaljoek zwom enkel de series | 200m vrije slag · 4×200m vrije slag · 4×200m vrije slag gemengd |                    |
| 2019 |                      | 12e 200m vrije slag · 4×200m vrije slag |                                                     |                                                                 | 4-8 december       |

## Persoonlijke records
Bijgewerkt tot en met 26 juli 2019
Kortebaan
| Afstand         | Tijd    | Datum         | Plaats  |
| --------------- | ------- | ------------- | ------- |
| 100m vrije slag | 49,16   | 21 april 2015 | Moskou  |
| 200m vrije slag | 1.45,56 | 26 juli 2019  | Gwangju |

Langebaan
| Afstand         | Tijd    | Datum            | Plaats |
| --------------- | ------- | ---------------- | ------ |
| 100m vrije slag | 47,97   | 14 november 2014 | Kazan  |
| 200m vrije slag | 1.42,83 | 8 november 2018  | Kazan  |